# والي براون
والي براون (بالإنجليزية: Wally Brown)‏ مواليد 9 أكتوبر 1904 في مالدن، الولايات المتحدة - الوفاة 13 نوفمبر 1961 في لوس أنجلوس، هو ممثل وكوميدي أمريكي بدأ مسيرته الفنية سنة 1930. من أعماله السامي والقوي.

## روابط خارجية
- والي براون على موقع IMDb (الإنجليزية)
- والي براون على موقع أول موفي (الإنجليزية)
- والي براون على موقع إن إن دي بي (الإنجليزية)
- والي براون على موقع قاعدة بيانات الفيلم (الإنجليزية)